# Gennaro Acampa
Mons. Gennaro Acampa (27. května 1945, Neapol) je italský římskokatolický kněz a emeritní pomocný biskup Neapole.

## Život
Narodil se 27. května 1945 v Neapoli. Po střední škole vstoupil do arcibiskupského semináře v Neapoli. Roku 1968 získal na Pontificia Facoltà Teologica dell’Italia Meridionale licenciát teologie. Na kněze byl vysvěcen 29. června 1968 kardinálem Corradem Ursim.
Po svěcení působil jako sborový asistent katedrály v Neapoli, pomocný vikář farnosti S. Maria Ognibene ai Sette Dolori, farář Sacro Cuore di Gesù in S. Maria Ognibene, spirituál menšího semináře "Paolo VI" a spirituál pro kandidáty trvalé jáhny.
Dne 28. června 2014 jej papež František jmenoval pomocným biskupem Neapole a titulárním biskupem z Tortiboli. Biskupské svěcení přijal 6. září 2014 z rukou kardinála Crescenzia Sepe a spolusvětiteli byli biskup Antonio Di Donna a biskup Lucio Lemmo.
Dne 27. září 2021 přijal papež jeho rezignaci na post pomocného biskupa z důvodu dosažení kanonického věku 75 let.